# Marie Hübner

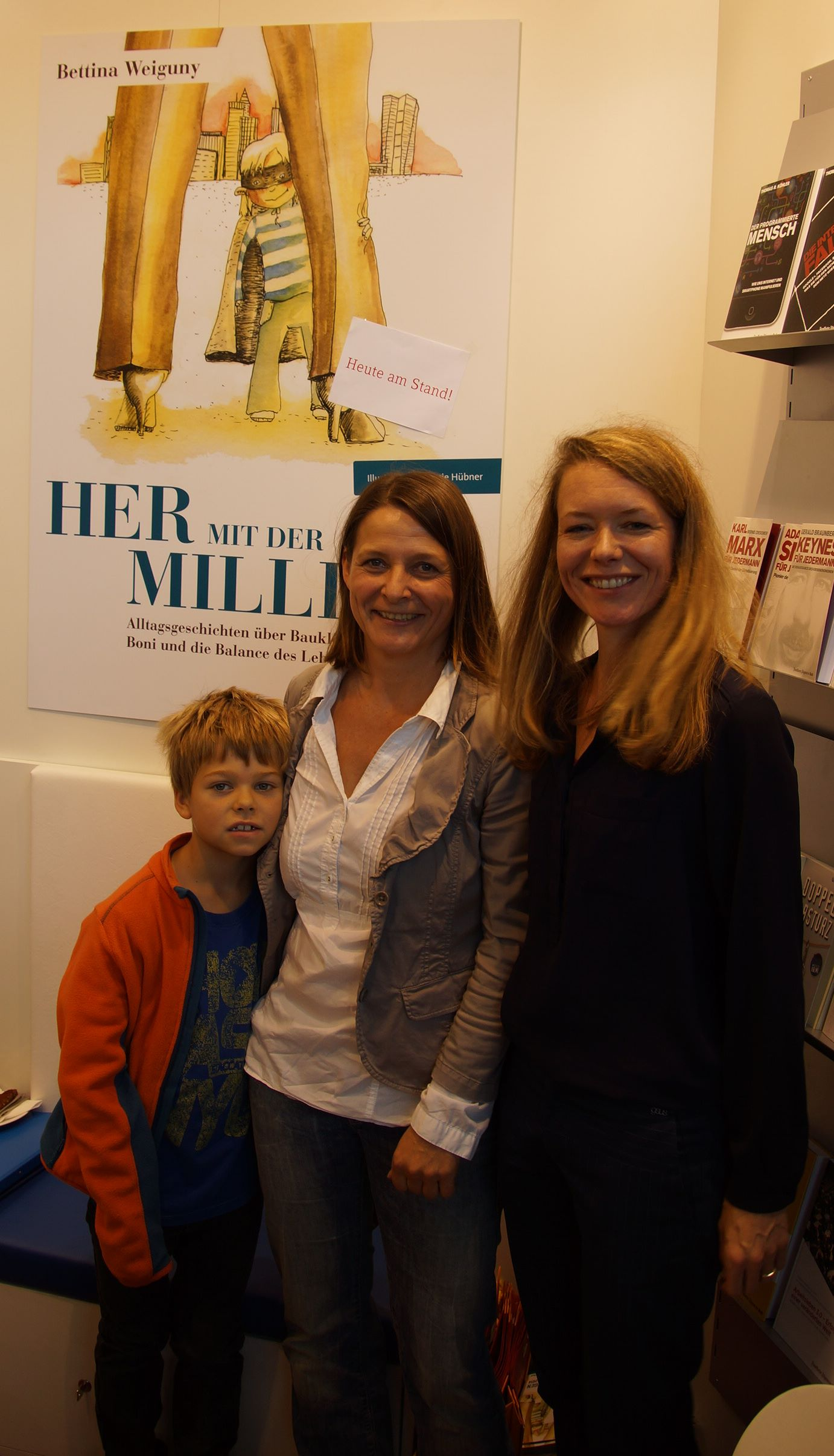
Marie Hübner (rechts) stellt mit Bettina Weiguny das neue Buch Her mit der Million auf der Frankfurter Buchmesse 2014 vor

Marie Hübner (* 1969 in Aurich) ist eine deutsche Illustratorin.

## Leben
Marie Hübner studierte an der Hochschule für Gestaltung in Offenbach und arbeitete zunächst als freie Grafikerin und Illustratorin. 1995 gewann sie den Etienne Aigner Designpreis.
Sie illustriert und schreibt für verschiedene deutsche Kinder- und Jugendbuchverlage Buchverlag wie etwa Ravensburger, den Kinderbuchverlag Wolff und die Verlagsgruppe Friedrich Oetinger.
Marie Hübner lebt mit ihrer Familie in Frankfurt am Main.

## Werke

### Eigene Werke
- Ein Indianer kennt keinen Schmerz. Kinderbuchverlag Wolff 2011
- Nein, das ess ich nicht! Oder doch? Ravensburger 2009
- Ich kauf mir einen neuen Bruder. Ravensburger 2008

### Illustrationen fremder Werke
- Michael Fuchs Monstermäßig erzogen. Kinderbuchverlag Wolff 2010
- Christian Hubschmid Vicky und die Schaumprinzessin. NordSüd 2008
- Antje Neugebauer Jakobs Elf. Kinderbuchverlag Wolff 2006
- Günter Merlau Der kleine Gewichtheber und der Wettermaxe. Kinderbuchverlag Wolff 2005
- Angelika Glitz, Wanja Olten, Thomas Wolff Prinzessin Murks. Thienemann 2005